# Krieg in der Geschichte
Krieg in der Geschichte (KRiG) ist eine fortlaufende – seit 1999 im Verlag Ferdinand Schöningh in Paderborn erscheinende – militär- und gewalthistorische Buchreihe. Sie wurde von den Historikern Stig Förster (Universität Bern), Bernhard R. Kroener (Universität Potsdam), Bernd Wegner (Helmut-Schmidt-Universität/Universität der Bundeswehr Hamburg) und Michael Werner begründet. 2018 übernahmen Horst Carl (Justus-Liebig-Universität Gießen), Maria Fritsche (Norwegian University of Science and Technology, Trondheim), Christa Hämmerle (Universität Wien) und Christian Koller (Schweizerisches Sozialarchiv und Universität Zürich) die Herausgeberschaft von KRiG.  Seit 2022 wird die Reihe von Horst Carl (Justus-Liebig-Universität Gießen), Isabelle Deflers (Universität der Bundeswehr München), Christian Koller (Schweizerisches Sozialarchiv)  und Kerstin von Lingen (Universität Wien) herausgegeben. 
Mitglieder des Wissenschaftlichen Beirates sind zurzeit Oswald Überegger (Freie Universität Bozen), Jutta Nowosadtko (Helmut-Schmidt-Universität/Universität der Bundeswehr Hamburg), Alaric Searle (University of Salford), Bruno Bleckmann (Heinrich-Heine-Universität Düsseldorf), Karen Hagemann (University of North Carolina at Chapel Hill), Laurence Cole (Paris-Lodron-Universität Salzburg), und Martin Kintzinger (Westfälische Wilhelms-Universität Münster).

## Konzept
Die jeweiligen, überwiegend deutschsprachigen (vereinzelt englischsprachigen) Werke werden als Sammelwerke oder Monografien veröffentlicht. Viele der Publikationen wurden durch Unterstützung von einschlägigen Forschungseinrichtungen wie dem Militärgeschichtlichen Forschungsamt (MGFA) als Dissertationen oder Habilitationsschriften angefertigt; teilweise erhielten sie Preise, wie zum Beispiel den Werner-Hahlweg-Preis für Militärgeschichte. Einige Bände sind aus Konferenzen des Arbeitskreises Militärgeschichte (AKM) hervorgegangen. Unter den Autorinnen und Autoren finden sich Militärhistoriker, die als Spezialisten für unterschiedliche Epochen und Schwerpunkte auftreten.
Laut dem Vorwort der Herausgeber will die Reihe "Studien, die sich mit Ursachen, den Akteuren und Akteurinnen sowie den Auswirkungen von Kriegen in der Geschichte auseinandersetzen ebenso Raum geben wie technischen oder strategischen und operationalen Aspekten der Kriegsführung. Das Themenspektrum umfasst u. a. sozialhistorische Forschungen, die Strukturen und soziale Praxen des Militärs, die Auswirkungen des Krieges auf Soldatinnen und Soldaten, auf die Zivilbevölkerung oder den Alltag des Krieges in den Blick nehmen. Ebenso finden Untersuchungen ihren Platz in der Reihe, die Verknüpfungen von Krieg und Militär mit Normierungen von Geschlecht, zeitgenössischen Geschlechterordnungen oder der Verbindung von Gewalt und Geschlecht behandeln. ‚Krieg in der Geschichte’ will auch ein Forum für kulturgeschichtliche Zugänge bieten, welche den Krieg als Kultur beziehungsweise als Zerstörer von Kultur problematisieren oder der Frage nachgehen, wie verschiedene Medien Krieg visualisieren, kommentieren und propagieren. Emotions-, körper- und erfahrungsgeschichtliche Perspektiven, die Fragen der individuellen und gesellschaftlichen Traumatisierung oder die Verknüpfung von Gefühlen und kriegerischer Gewalt thematisieren, sind gleichfalls willkommen. Dasselbe gilt für Studien zu den umweltgeschichtlichen Dimensionen des Krieges. Im Rahmen der thematischen und methodologischen Vielfalt, welche die Reihe ‚Krieg in der Geschichte’ auszeichnet, finden Untersuchungen, die außereuropäische Schauplätze und globale Verflechtungen von Kriegen behandeln, hier ebenso ihren Ort."

## Veröffentlichungen
Überblick über die einzelnen Bände:
- Band 1: Klaus Latzel: Deutsche Soldaten – nationalsozialistischer Krieg? Kriegserlebnis – Kriegserfahrung 1939–1945. 1999, ISBN 3-506-74470-4.
- Band 2: Eckard Michels: Deutsche in der Fremdenlegion 1870–1965. Mythen und Realitäten. 1999, ISBN 3-506-74471-2.
- Band 3: Sabrina Müller: Soldaten in der deutschen Revolution von 1848/49. 1999, ISBN 3-506-74472-0.
- Band 4: Bernd Wegner (Hrsg.): Wie Kriege entstehen. Zum historischen Hintergrund von Staatenkonflikten. 2000, ISBN 3-506-74473-9.
- Band 5: Matthias Rogg: Landsknechte und Reisläufer. Bilder vom Soldaten. Ein Stand in der Kunst des 16. Jahrhunderts. 2002, ISBN 3-506-74474-7.
- Band 6: Thomas Kühne, Benjamin Ziemann (Hrsg.): Was ist Militärgeschichte? 2000, ISBN 3-506-74475-5.
- Band 7: Dittmar Dahlmann (Hrsg.): Kinder und Jugendliche in Krieg und Revolution. Vom Dreißigjährigen Krieg bis zu den Kindersoldaten Afrikas. 2000, ISBN 3-506-74476-3.
- Band 8: Karen Hagemann: Mannlicher Muth und Teutsche Ehre. Nation, Militär und Geschlecht zur Zeit der Antinapoleonischen Kriege Preußens. 2002, ISBN 3-506-74477-1.
- Band 9: Nikolaus Buschmann, Horst Carl (Hrsg.): Die Erfahrung des Krieges. Erfahrungsgeschichtliche Perspektiven von der Französischen Revolution bis zum Zweiten Weltkrieg. 2001, ISBN 3-506-74478-X.
- Band 10: Daniel Marc Segesser: Empire und totaler Krieg. Australien 1905–1918. 2002, ISBN 3-506-74480-1.
- Band 11: Matthias Reiß: „Die Schwarzen waren unsere Freunde“. Deutsche Kriegsgefangene in der amerikanischen Gesellschaft 1942–1946. 2001, ISBN 3-506-74479-8.
- Band 12: Markus Pöhlmann: Kriegsgeschichte und Geschichtspolitik. Der Erste Weltkrieg. Die amtliche deutsche Militärgeschichtsschreibung 1914–1956. 2002, ISBN 3-506-74481-X.
- Band 13: Stig Förster (Hrsg.): An der Schwelle zum Totalen Krieg. Die militärische Debatte über den Krieg der Zukunft 1919–1939. 2002, ISBN 3-506-74482-8.
- Band 14: Bernd Wegner: Wie Kriege enden. Wege zum Frieden von der Antike bis zur Gegenwart. 2002, ISBN 3-506-74485-2.
- Band 15: René Schilling: „Kriegshelden“. Deutungsmuster heroischer Männlichkeit in Deutschland 1813–1945. 2002, ISBN 3-506-74483-6.
- Band 16: Dierk Walter: Preußische Heeresreform 1807–1870. Militärische Innovationen und der Mythos der „Roonschen Reform“. 2003, ISBN 3-506-74484-4.
- Band 17: Christoph Rass: „Menschenmaterial“. Deutsche Soldaten an der Ostfront. Innenansichten einer Infanteriedivision 1939–1945. 2003, ISBN 3-506-74486-0.
- Band 18: Birgit Beck: Wehrmacht und sexuelle Gewalt. Sexualverbrechen vor deutschen Militärgerichten 1939–1945. 2004, ISBN 3-506-71726-X.
- Band 19: Uwe Tresp: Söldner aus Böhmen. Im Dienst deutscher Fürsten. Kriegsgeschäft und Heeresorganisation im 15. Jahrhundert. 2004, ISBN 3-506-71744-8.
- Band 20: Kerstin von Lingen: Kesselrings letzte Schlacht. Kriegsverbrecherprozesse, Vergangenheitspolitik und Wiederbewaffnung. Der Fall Kesselrings. 2004, ISBN 3-506-71749-9.
- Band 21: Frank Vossler: Propaganda in die eigene Truppe. Die Truppenbetreuung in der Wehrmacht 1939–1945. 2005, ISBN 3-506-71352-3.
- Band 22: Jörg Ganzenmüller: Das belagerte Leningrad 1941–1944. Die Stadt in den Strategien von Angreifern und Verteidigern. 2005, ISBN 3-506-72889-X.
- Band 23: Giulia Brogini Künzi: Italien und der Abessinienkrieg 1935/36. Kolonialkrieg oder Totaler Krieg?. 2006, ISBN 3-506-72923-3.
- Band 24: Jochen Oltmer (Hrsg.): Kriegsgefangene im Europa des Ersten Weltkriegs. 2006, ISBN 3-506-72927-6.
- Band 25: Werner Benecke: Militär, Reform und Gesellschaft im Zarenreich. Die Wehrpflicht in Russland 1874–1914. 2006, ISBN 3-506-72980-2.
- Band 26: Stefan Kroll: Soldaten im 18. Jahrhundert zwischen Friedensalltag und Kriegserfahrung. Lebenswelten und Kultur in der kursächsischen Armee 1728–1796. 2006, ISBN 3-506-72922-5.
- Band 27: Oliver von Wrochem: Erich von Manstein. Vernichtungskrieg und Geschichtspolitik. 2006, ISBN 3-506-72977-2.
- Band 28: Günther Kronenbitter, Markus Pöhlmann, Dierk Walter (Hrsg.): Besatzung. Funktion und Gestalt militärischer Fremdherrschaft von der Antike bis zum 20. Jahrhundert. 2006, ISBN 3-506-71736-7.
- Band 29: Michael Epkenhans, Stig Förster, Karen Hagemann (Hrsg.): Militärische Erinnerungskultur. Soldaten im Spiegel von Biographien, Memoiren und Selbstzeugnissen. 2006, ISBN 3-506-75680-X.
- Band 30: Wolfgang U. Eckart, Alexander Neumann (Hrsg.): Medizin im Zweiten Weltkrieg, Militärmedizinische Praxis und medizinische Wissenschaft im „Totalen Krieg“. 2006, ISBN 3-506-75652-4.
- Band 31: Christine G. Krüger: „Sind wir denn nicht Brüder?“ Deutsche Juden im nationalen Krieg 1870/71. 2006, ISBN 3-506-75648-6.
- Band 32: Malte Prietzel: Kriegführung im Mittelalter. Handlungen, Erinnerungen und Bedeutungen. 2006, ISBN 3-506-75634-6.
- Band 33: Ute Planert: Der Mythos vom Befreiungskrieg. Frankreichs Kriege und der deutsche Süden. Alltag – Wahrnehmung – Deutung 1792–1841. 2007, ISBN 978-3-506-75662-6.
- Band 34: Rolf Gundlach, Carola Vogel (Hrsg.): Militärgeschichte des pharaonischen Ägypten. Altägypten und seine Nachbarkulturen im Spiegel der aktuellen Forschung. 2009, ISBN 978-3-506-71366-7.
- Band 35: Alexander Seyferth: Die Heimatfront 1870/71. Wirtschaft und Gesellschaft im deutsch-französischen Krieg. 2007, ISBN 978-3-506-75663-3.
- Band 36: Bernhard Schmitt: Armee und staatliche Integration. Preußen und die Habsburgermonarchie 1815–1866. Rekrutierungspolitik in den neuen Provinzen. Staatliches Handeln und Bevölkerung. 2007, ISBN 3-506-75626-5.
- Band 37: Dietrich Beyrau, Michael Hochgeschwender, Dieter Langewiesche (Hrsg.): Formen des Krieges. Von der Antike bis zur Gegenwart. 2007, ISBN 978-3-506-76368-6.
- Band 38: Daniel Marc Segesser: Recht statt Rache oder Rache durch Recht? Die Ahndung von Kriegsverbrechen in der internationalen wissenschaftlichen Debatte. 2010, ISBN 978-3-506-76399-0.
- Band 39: Oliver Stein: Die deutsche Heeresrüstungspolitik 1890–1914. Das Militär und der Primat der Politik. 2007, ISBN 978-3-506-76398-3.
- Band 40: Sönke Neitzel, Daniel Hohrath (Hrsg.): Kriegsgreuel. Die Entgrenzung der Gewalt in kriegerischen Konflikten vom Mittelalter bis ins 20. Jahrhundert. 2008, ISBN 978-3-506-76375-4.
- Band 41: Sabine Kienitz: Beschädigte Helden. Kriegsinvalidität und Körperbilder 1914–1923. 2008, ISBN 978-3-506-76537-6.
- Band 42: Magnus Koch: Fahnenfluchten. Deserteure der Wehrmacht im Zweiten Weltkrieg. Lebenswege und Entscheidungen. 2008, ISBN 978-3-506-76457-7.
- Band 43: Björn Michael Felder: Lettland im Zweiten Weltkrieg. „Unter wechselnden Herren“. Zwischen sowjetischen und deutschen Besatzern 1940–1946. 2009, ISBN 978-3-506-76544-4.
- Band 44: Ute Planert (Hrsg.): Krieg und Umbruch. Mitteleuropa um 1800. Erfahrungsgeschichte(n) auf dem Weg in eine neue Zeit. 2009, ISBN 978-3-506-75661-9.
- Band 45: Babette Quinkert: Propaganda und Terror in Weißrußland 1941–1944. Die deutsche „geistige“ Kriegführung gegen Zivilbevölkerung und Partisanen. 2009, ISBN 978-3-506-76596-3.
- Band 46: Daniel Kirn: Soldatenleben in Württemberg 1871–1914. Zur Sozialgeschichte des deutschen Militärs. 2009, ISBN 978-3-506-76592-5.
- Band 47: Florian Keisinger: Unzivilisierte Kriege im zivilisierten Europa? Die Balkankriege und die öffentliche Meinung in Deutschland, England und Irland 1876–1913. 2008, ISBN 978-3-506-76689-2.
- Band 48: Jörn Hasenclever: Wehrmacht und Besatzungspolitik in der Sowjetunion. Die Befehlshaber der rückwärtigen Heeresgebiete 1941–1943. 2010, ISBN 978-3-506-76709-7.
- Band 49: Kerstin von Lingen (Hrsg.): Kriegserfahrung und nationale Identität in Europa nach 1945. Erinnerung, Säuberungsprozesse und nationales Gedächtnis. 2009, ISBN 978-3-506-76743-1.
- Band 50: Andreas Holzem (Hrsg.): Krieg und Christentum. Religiöse Gewalttheorien in der Kriegserfahrung des Westens. 2009, ISBN 978-3-506-76785-1.
- Band 51: Georg Schild (Hrsg.): The American Experience of War. 2010, ISBN 978-3-506-76711-0.
- Band 52: Steffen Bender: Der Burenkrieg und die deutschsprachige Presse. Wahrnehmung und Deutung zwischen Bureneuphorie und Anglophobie 1899–1902. 2009, ISBN 978-3-506-76714-1.
- Band 53: Antonia Leugers: Jesuiten in Hitlers Wehrmacht. Kriegslegitimation und Kriegserfahrung. Mit 66 bisher unveröffentlichten Dokumenten. 2009, ISBN 978-3-506-76805-6.
- Band 54: Martin Clauss: Kriegsniederlagen im Mittelalter. Darstellung – Deutung – Bewältigung. 2010, ISBN 978-3-506-76713-4.
- Band 55: Georg Schild, Anton Schindling (Hrsg.): Kriegserfahrungen – Krieg und Gesellschaft in der Neuzeit. Neue Horizonte der Forschung. 2009, ISBN 978-3-506-76798-1.
- Band 56: Susanne Parth: Zwischen Bildbericht und Bildpropaganda. Kriegskonstruktionen in der deutschen Militärmalerei des 19. Jahrhunderts. 2010, ISBN 978-3-506-76751-6.
- Band 57: Stig Förster, Christian Jansen, Günther Kronenbitter (Hrsg.): Rückkehr der Condottieri? Krieg und Militär zwischen staatlichem Monopol und Privatisierung. 2009, ISBN 978-3-506-76754-7.
- Band 58: Christian Kehrt: Moderne Krieger. Die Technikerfahrung deutscher Luftwaffenpiloten 1910–1945. 2010, ISBN 978-3-506-76712-7.
- Band 59: Corinna von List: Frauen in der Résistance 1940–1944. „Der Kampf gegen die ‚Boches‘ ist ausgerufen!“. 2010, ISBN 978-3-506-76913-8.
- Band 60: Klaus Latzel, Frank Maubach, Silke Satjukow (Hrsg.): Soldatinnen. Gewalt und Geschlecht im Krieg vom Mittelalter bis heute. 2010, ISBN 978-3-506-76926-8.
- Band 61: René Rohrkamp: „Weltanschaulich gefestigte Kämpfer“. Die Soldaten der Waffen-SS 1933–1945. Organisation – Personal – Sozialstruktur. 2010, ISBN 978-3-506-76907-7.
- Band 62: Thomas Thiemeyer: Fortsetzung des Krieges mit anderen Mitteln. Die beiden Weltkriege im Museum. 2010, ISBN 978-3-506-76919-0.
- Band 63: Gundula Gahlen: Das bayerische Offizierskorps 1815–1866. 2010, ISBN 978-3-506-77045-5.
- Band 64: Lutz Klinkhammer, Amedeo Osti Guerrazzi, Thomas Schlemmer (Hrsg.): Die „Achse“ im Krieg Politik, Ideologie und Kriegsführung 1939–1945. 2010, ISBN 978-3-506-76547-5.
- Band 65: Carlo Gentile: Wehrmacht und Waffen-SS im Partisanenkrieg. Italien 1943–1945. 2012, ISBN 978-3-506-76520-8.
- Band 66: Andreas Jasper: Zweierlei Weltkriege? Kriegserfahrung deutscher Soldaten in Ost und West 1939 bis 1945. 2011, ISBN 978-3-506-77124-7.
- Band 67: Thomas Weißbrich: Höchstädt 1704. Eine Schlacht als Medienereignis. Zeitgenössische Publikationen über Sieg und Niederlage. 2015, ISBN 978-3-506-77104-9.
- Band 68: Frank Reichherzer: „Alles ist Front!“ Wehrwissenschaften in Deutschland und die Bellifizierung der Gesellschaft vom Ersten Weltkrieg bis in den Kalten Krieg. 2012, ISBN 978-3-506-77183-4.
- Band 69: Ulrike Ludwig, Markus Pöhlmann, John Zimmermann (Hrsg.): Ehre und Pflichterfüllung als Codes militärischer Tugende. 2014, ISBN 978-3-506-77312-8.
- Band 70: Christian Th. Müller: US-Truppen und Sowjetarmee in Deutschland. Erfahrungen, Beziehungen, Konflikte im Vergleich. 2011, ISBN 978-3-506-77193-3.
- Band 71: Jens Westemeier: Himmlers Krieger. Joachim Peiper und die Waffen-SS in Krieg und Nachkriegszeit. 2014, ISBN 978-3-506-77241-1.
- Band 72: Horst Carl, Hans-Jürgen Bömelburg (Hrsg.): Lohn der Gewalt. Beutepraktiken von der Antike bis zur Neuzeit. 2011, ISBN 978-3-506-77346-3.
- Band 73: Niklaus Meier: Warum Krieg? Die Sinndeutung des Krieges in der deutschen Militärelite 1871–1945. 2012, ISBN 978-3-506-77363-0.
- Band 74: Jan Erik Schulte, Peter Lieb, Bernd Wegner (Hrsg.): Die Waffen-SS. Neuere Forschungen. 2014, ISBN 978-3-506-77383-8.
- Band 75: Jürgen Kilian: Wehrmacht und Besatzungsherrschaft im russischen Nordwesten 1941–1944. Praxis und Alltag im Militärverwaltungsgebiet der Heeresgruppe Nord. 2012, ISBN 978-3-506-77613-6.
- Band 76: Sebastian Haak: The Making of The Good War. Hollywood, das Pentagon und die amerikanische Deutung des Zweiten Weltkriegs 1945–1962. 2013, ISBN 978-3-506-77693-8.
- Band 77: Kerstin von Lingen, Klaus Gestwa (Hrsg.): Zwangsarbeit als Kriegsressource in Europa und Asien. 2014, ISBN 978-3-506-77727-0.
- Band 78: Marian Füssel, Michael Sikora (Hrsg.): Kulturgeschichte der Schlacht. 2014, ISBN 978-3-506-77736-2.
- Band 79: Carmen Winkel: Im Netz des Königs. Netzwerke und Patronage in der preußischen Armee 1713–1786. 2013, ISBN 978-3-506-77733-1.
- Band 80: Gundula Gahlen, Daniel M. Segesser, Carmen Winkel (Hrsg.): Geheime Netzwerke im Militär 1700–1945. 2014, ISBN 978-3-506-77781-2.
- Band 81: Adrian E. Wettstein: Die Wehrmacht im Stadtkampf 1939–1942. 2014, ISBN 978-3-506-77285-5.
- Band 82: Peter Keller: „Die Wehrmacht der Deutschen Republik ist die Reichswehr“. Die deutsche Armee 1918–1921. 2014, ISBN 978-3-506-77969-4.
- Band 83: Martin Röw: Militärseelsorge unter dem Hakenkreuz. Die katholische Feldpastoral 1939–1945. 2014, ISBN 978-3-506-77848-2.
- Band 84: Ulrike Wunderle: Experten im kalten Krieg. Kriegserfahrungen und Friedenskonzeptionen US-amerikanischer Kernphysiker 1920–1963. 2015, ISBN 978-3-506-76640-3.
- (Band 85 noch nicht erschienen)
- Band 86: Martin Schmitz: „Als ob die Welt aus den Fugen ginge“. Kriegserfahrungen österreichisch-ungarischer Offiziere 1914–18. 2016, ISBN 978-3-506-78115-4.
- Band 87: Christian Grieb: Schlachtenschilderungen in Historiographie und Literatur (1150–1230). 2015, ISBN 978-3-506-78136-9.
- Band 88: Georg Hoffmann: Fliegerlynchjustiz. Gewalt gegen abgeschossene alliierte Flugzeugbesatzungen 1943–1945. 2015, ISBN 978-3-506-78137-6.
- Band 89: Elke Hartmann: Die Reichweite des Staates. Wehrpflicht und moderne Staatlichkeit im Osmanischen Reich 1869–1910. 2016, ISBN 978-3-506-78373-8.
- Band 90: Stefan Xenakis: Gewalt und Gemeinschaft. Kriegsknechte um 1500. 2015, ISBN 978-3-506-78230-4.
- Band 91: Martin Böhm: Die Royal Air Force und der Luftkrieg 1922–1945. Personelle, kognitive und konzeptionelle Kontinuitäten und Entwicklungen. 2015, ISBN 978-3-506-78240-3.
- Band 92: Stig Förster (Hrsg.): Vor dem Sprung ins Dunkle. Die militärische Debatte über den Krieg der Zukunft 1880–1914. 2016, ISBN 978-3-506-78266-3.
- Band 93: Ludger Tewes: Rotkreuzschwestern. Ihr Einsatz im mobilen Sanitätsdienst der Wehrmacht 1939–1945. 2016, ISBN 978-3-506-78257-1.
- Band 94: Stefanie Rüther, Martin Clauss, Ansgar Reiß (Hrsg.): Vom Umgang mit den Toten. Sterben im Krieg von der Antike bis zur Gegenwart. 2019, ISBN 978-3-506-78265-6.
- Band 95: Falko Bell: Britische Feindaufklärung im Zweiten Weltkrieg. Stellenwert und Wirkung der „Human Intelligence“ in der britischen Kriegführung 1939–1945. 2016, ISBN 978-3-506-78429-2.
- Band 96: Franziska A. Zaugg: Albanische Muslime in der Waffen-SS. Von „Großalbanien“ zur Division „Skanderbeg“. 2016, ISBN 978-3-506-78436-0.
- (Band 97 noch nicht erschienen)
- Band 98: Jonathan Zimmerli: Offizier oder Manager? Amerikanische Kommandeure im Zweiten Weltkrieg. 2016, ISBN 978-3-506-78608-1.
- Band 99: Martin Diebel: Atomkrieg und andere Katastrophen. Zivil- und Katastrophenschutz in der Bundesrepublik und Großbritannien nach 1945. 2017, ISBN 978-3-657-78745-6.
- Band 100: Jochen Lehnhardt: Die Waffen-SS. Geburt einer Legende. Himmlers Krieger in der NS-Propaganda. 2017, ISBN 978-3-506-78688-3.
- Band 101: Jens Westemeier (Hrsg.): „So war der deutsche Landser...“. Das populäre Bild der Wehrmacht. 2019, ISBN 978-3-506-78770-5.
- Band 102: Kerstin von Lingen: „Crimes against Humanity“. Eine Ideengeschichte der Zivilisierung von Kriegsgewalt 1864–1945. 2018, ISBN 978-3-506-78775-0.
- Band 104: Jan Erik Schulte: UN-Blauhelme. Kanada und die Politik des Peacekeepings im 20. Jahrhundert. 2020, ISBN 978-3-657-78780-7
- Band 105: Patrick Oliver Heinemann: Rechtsgeschichte der Reichswehr 1918–1933. 2019, ISBN 978-3-657-78785-2
- Band 106: Bernhard Bachinger: Die Mittelmächte an der Saloniki-Front 1915–1918. Zwischen Zweck, Zwang und Zwist. 2019, ISBN 978-3-657-78857-6
- Band 107: Alexander Querengässer: Das kursächsische Militär im Großen Nordischen Krieg 1700–1717. 2019, ISBN 978-3-657-78871-2
- Band 108: Paul Fröhlich: "Der unterirdische Kampf": Das Wehrwirtschafts- und Rüstungsamt 1924–1943. 2018, ISBN 978-3-657-78873-6
- Band 109: Oswald Überegger: Minderheiten-Soldaten. Ethnizität und Identität in den Armeen des Ersten Weltkriegs. 2018, ISBN 978-3-657-78599-5
- Band 110: Patrick Leukel: "all welt wil auf sein wider Burgundi". Das Reichsheer im Neusser Krieg 1474/75. 2018, ISBN 978-3-657-70914-4
- Band 111: Philippe Rogger und Regula Schmid Keeling (Hrsg.): Miliz oder Söldner? Wehrpflicht und Solddienst in Stadt, Republik und Fürstenstaat 13.–18. Jahrhundert. 2019, ISBN 978-3-657-79258-0
- Band 112: Jens Brüggemann: Männer von Ehre? Die Wehrmachtgeneralität im Nürnberger Prozess 1945/46. Zur Entstehung einer Legende. 2018, ISBN 978-3-657-79259-7
- Band 113: Sebastian Bondzio: Soldatentod und Durchhaltebereitschaft. Eine Stadtgesellschaft im Ersten Weltkrieg. 2020, ISBN 978-3-657-70443-9
- Band 114: Sibylle Marti: Strahlen im Kalten Krieg. Nuklearer Alltag und atomarer Notfall in der Schweiz. 2020, ISBN 978-3-657-70427-9
- Band 115: Christian Ganzer: Kampf um die Brester Festung 1941. Ereignis – Narrativ – Erinnerungsort. 2020, ISBN 978-3-657-70448-4
- Band 116: Katrin Brösicke: Kulturkontakt Krieg. Spanienbilder deutschsprachiger Teilnehmer am spanischen Unabhängigkeitskrieg 1808–1814. 2021, ISBN 978-3-657-70316-6